# Michel Chevreul
Michel Chevreul (Angers, 1754. január 25. – Angers, 1845. július 20.) francia sebészorvos, szülész, tanár. Michel-Eugène Chevreul francia kémikus apja.

## Életrajza
Szülei Michel Chevreul (1715–1784) ónedénykereskedő (marchand potier d'étain), „aki felhagyott az iparral, hogy sebészmester legyen”  és Simone Allain (1713–1774) voltak, mindketten buzgó katolikusok.
A rue des Deux-Haies 11-es számú ház Angers központjában állt nem csupán fizikai, hanem szellemi értelemben is, orvosok, professzorok és tanult kanonokok éltek itt, és a Grandes Écoles is a közelben volt.
Michel Chevreul szülővárosában kezdte meg orvosi tanulmányait, majd Párizsban a rue de la Bûcherie alatt 1472-ben létrehozott orvosi iskolában többek között a híres Jean-Louis Baudelocque szülészorvos tanfolyamán vett részt, s orvosi címét 1777. július 17-én nyerte el a  Reims-i vizsgabizottság előtt több doktori tézis megvédésével. A következő évben visszatért Angers-ba, ahol felvételt nyert a sebészet mesterszakára, majd megpályázta a sebészmesteri címet, amelyet 1778-ban meg is szerzett, és ezzel Angers második olyan orvosa lett, aki egyszerre viselte az orvosi és a sebészi címet. A szülészet tárgykörére is szakosodott, és 1778-tól professzori címmel tanította azt. 1784-ben megkapta „Ő királyi fensége Monsieur, Anjou hercege” (a későbbi XVIII. Lajos) rendes sebészi privilégiumát az angers-i kastélyára. 1786-ban a Királyi Orvosi Akadémia (l'Académie Royale de Médecine) levelező tagjává választották. 1820-ban az angers-i orvosi iskola igazgatója lett.
1779-ben szülészeti sebészeti tanfolyamot indított, amelyet egymás után, nagybátyja házában, saját házában, különböző kórházakban, az egészségügyi iskolában és végül az orvosi iskolában tartott megszakítás nélkül 1838-ig. Michel Chevreul hírneve már tanításának kezdetétől fogva túlterjedt szülőföldje határain, 1779-ben a tours-i régió szülőosztályainak felügyelőjévé nevezték ki.

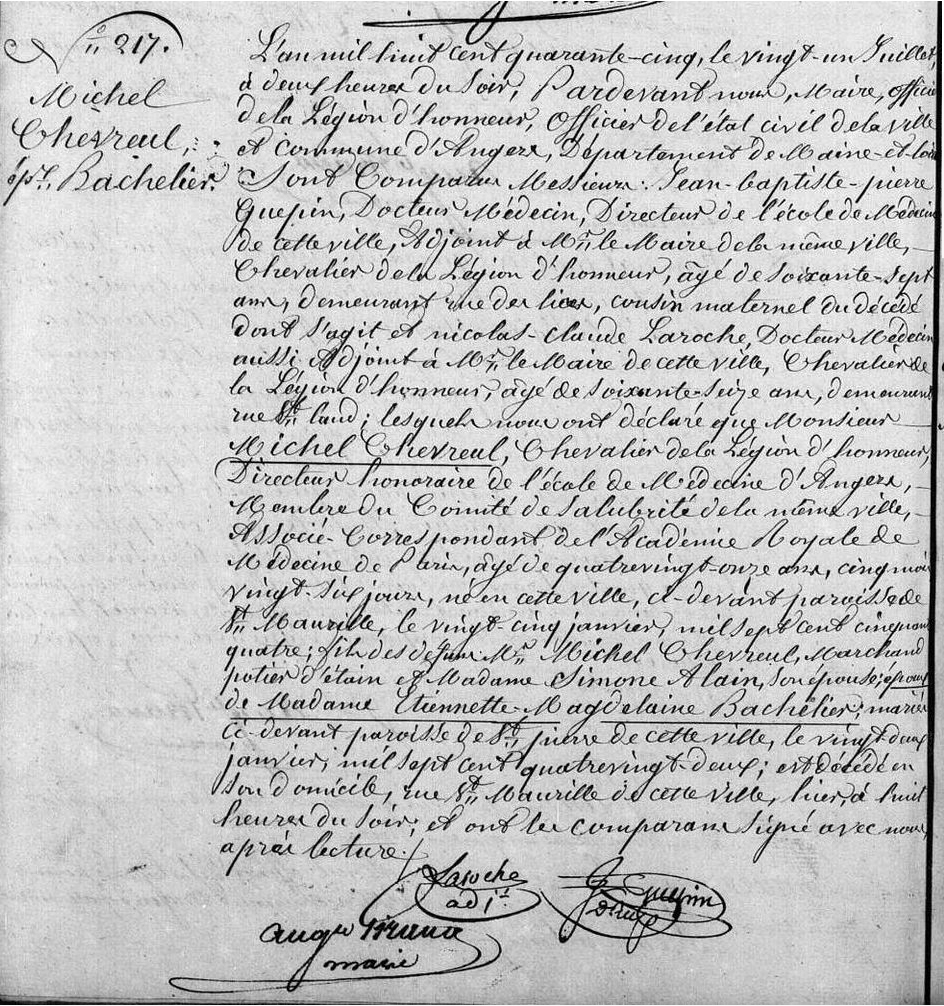
Michel Chevreul halotti anyakönyvi bejegyzése főbb tisztségeinek felsorolásával

1782-ben feleségül vette Étiennette-Magdèleine Bachelier-t (1761–1854) Claude Bachelier sebészmester és Etiennette Delmont de Lisle lányát. Ebből a házasságból két gyermek született: Étiennette-Suzanne Chevreul (1783–1845) és Michel-Eugène Chevreul. Étiennette-Suzanne Chevreul férjhez ment a szintén angers-i orvos Philippe-Pierre Azémarhoz, és négy lánya született.
1789-ben megvásárolta La Roche-de-Mûrs (ma Mûrs-Erigné területe) közelében lévő Les Chatelliers-i birtokot, melyet később leányunokái is megörököltek.
1790-től beválasztották a városi tanácsba, de olyannyira népszerű volt, csak a szakmájával kapcsolatos ügyekkel foglalkozott, hogy a Konvent, a Direktórium, Napóleon, XVIII. Lajos és X. Károly alatt is tagja maradt az önkormányzatnak. A terror idején önkormányzati funkciói lehetővé tették számára, hogy miközben minden összeomlott, az iskolákat bezárták, a tanárok pedig elmentek a hadseregbe, ő folytatni tudta a tanítást a Hospice des Enfants de la Patrie-ben, amelynek ő volt az igazgatója. 1793 telének gyilkosságokkal, egyházi személyek üldözésével, kivégzésével terhelt időszakában élete kockáztatásával a család lakóházának padlásán bújtatott papokat, kitéve magát a rendszeres házkutatásoknak.
1835-ben megkapta a francia Becsületrend kitüntetést, és 91 éves korában, 1845. július 21-én halt meg.

## Művei
Megfigyeléseiről több művet írt, s számos folyóiratban tett közzé tanulmányokat.
- Précis de l'art des accouchements en faveur des sages-femmes et des élèves en médecine (Tájékoztató a szülészetről a bábák és az e mesterségben tanuló diákok használatára) (Párizs, 1782)
- Du seigle ergoté comme moyen de hâter l'accouchement. (Az anyarozs, mint a szülés felgyorsításának eszköze), 1826. (Az értekezést és Chevreul megfigyeléseit említi Baudeloque. Journal de chimie médicale, de pharmacie et de toxicologie, Párizs, 1827. 95. oldal)

## Fordítás
Ez a szócikk részben vagy egészben  a   Michel Chevreul című francia Wikipédia-szócikk ezen változatának fordításán alapul.  Az eredeti cikk szerkesztőit annak laptörténete sorolja fel. Ez a jelzés csupán a megfogalmazás eredetét és a szerzői jogokat jelzi, nem szolgál a cikkben szereplő információk forrásmegjelöléseként.